# (3982) Kastelʹ
(3982) Kastelʹ – planetoida z pasa głównego.

## Odkrycie i nazwa
Planetoida została odkryta 2 maja 1984 roku przez rosyjską astronom Ludmiłę Karaczkinę w Krymskim Obserwatorium Astrofizycznym w Naucznym na Półwyspie Krymskim.
Jej nazwa upamiętnia Galinę Riczardowną Kastel, ekspertkę w dziedzinie badań nad ruchami orbitalnymi planetoid i komet.

## Orbita
Orbita (3982) Kastelʹ nachylona jest do płaszczyzny ekliptyki pod kątem 5,30°. Na jeden obieg wokół Słońca ciało to potrzebuje 3 roku i 145 dni, krążąc w średniej odległości 2,26 j.a. od Słońca. Mimośród orbity tej planetoidy to 0,22.

## Właściwości fizyczne
Kastelʹ ma średnicę ok. 8 km. Jej jasność absolutna to 13,2m. Okres obrotu tej planetoidy wokół własnej osi to 5 godzin 50 minut lub 8 godzin 29 minut.

## Księżyc planetoidy
Na podstawie obserwacji i analizy jasności krzywej blasku zidentyfikowano w pobliżu tej asteroidy naturalnego satelitę. Odkrycia tego dokonali P. Pravec, P. Kusnirak, L. Kornos, J. Vilagi, D. Pray, R. Durkee, W. Cooney, J. Gross i D. Terrell we wrześniu 2005 roku. Obydwa składniki obiegają wspólny środek masy w czasie ok. 8 i pół godziny. Kastelʹ znajduje się w odległości ok. 2,5 km, a jego satelita ok. 10 km od barycentrum. Średnia odległość obydwu składników od siebie to ok. 12–13 km.
Oznaczenie prowizoryczne satelity to S/2005 (3982) 1.